# Kolej Interkolonialna

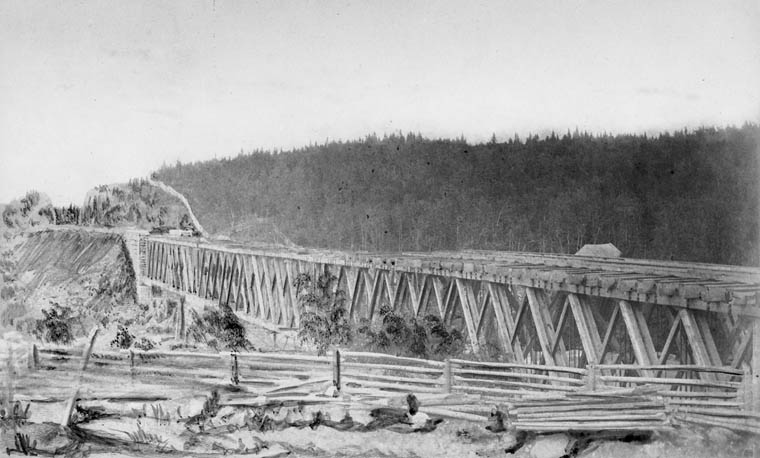
Most Kolei Interkolonialnej w Rivière-du-Loup

Kolej Interkolonialna (ang. Intercolonial Railway) – linia kolejowa zbudowana we wschodniej Kanadzie pomiędzy rokiem 1872 a 1875. Do sieci tej dołączono także inne wcześniej zbudowane linie kolejowe w Nowej Szkocji, w Nowym Brunszwiku oraz w Quebecu. Obok Kolei Transkanadyjskiej była to najistotniejsza droga komunikacyjna w Kanadzie. Została zbudowana zgodnie z zapisami w akcie Konfederacji Kanady, który zobowiązywał Rząd Federalny Kanady do utworzenia funkcjonalnego systemu komunikacyjnego w nowym państwie.
Budową kolei zarządzał Edward Barron Chandler, a naczelnym inżynierem był Sandford Fleming. Pierwszy odcinek kolei pomiędzy Truro a Amherst został ukończony w 1872. Pomiędzy Rivière-du-Loup a Mont-Joli w Quebecu w 1874. Odcinek z Campbellton do Moncton w Nowym Brunszwiku w 1875 i pomiędzy Campbellton a Mont-Joli w 1875. Intercolonial zakupił także istniejące wcześniej linie kolejowe we wschodniej Kanadzie, tworząc jednolity system komunikacyjny w tej części kraju.
Kolej została przejęta przez Canadian National Railway w 1919, tworząc wraz z Koleją Transkanadyjską jedną sieć kolejową Kanady.